# Камерано (Асти)
Камерано (итал. Camerano) је насеље у Италији у округу Асти, региону Пијемонт.
Према процени из 2011. у насељу је живело 302 становника. Насеље се налази на надморској висини од 295 м.